# إيما كورتيس باسكوم
إيما كورتيس باسكوم (بالإنجليزية: Emma Curtiss Bascom) هي سفرجات أمريكية، ولدت في 20 أبريل 1828 في شيفيلد ‏ في الولايات المتحدة، وتوفيت في 1916.